# Transporte Unificado de Palmira
El Transporte Unificado de Palmira (TUPAL) fue un sistema de transporte urbano público con funcionamiento entre 2016 y 2020 en Palmira, Valle del Cauca (Colombia). Operó mediante autobuses a gas natural distribuidos en hasta cinco rutas, antes de entrar en quiebra debido a la Pandemia de COVID-19.

## Historia
El proyecto fue ideado en la alcaldía de Palmira desde 2012, bajo la coordinación del consorcio conformado por Montebello, Cootransgaviota y Palmirana de Transportes, en asociación con Terpel, Gases de Occidente y Navitrans.
Su fase piloto inició en mayo de 2016 con 35 buses operando en tres rutas (Sur, Norte y Centro), transportando gratuitamente al inicio. Más adelante, la flota creció hasta 50 vehículos a gas natural, potenciando cinco rutas y movilizando entre 9.000 y 10.000 pasajeros diarios.

## Crisis y quiebra
En 2020, la crisis del COVID‑19 disparó una drástica reducción en la demanda y un impacto severo en la caja de la empresa. El colapso financiero obligó al cese de actividades y posterior declaratoria de quiebra. Esto suspendió el servicio de transporte público formal en Palmira, que luego sería retomado mediante nuevos proyectos municipales.

## Legado e impacto
Tras la quiebra de Tupal, la ciudad entró en un periodo de carencia de transporte formal, copado por mototaxis informales. En respuesta, desde 2022 se reactivaron rutas urbanas con operadores como Montebello y Palmirana, y en 2025 empezaron proyectos de sistema integrado bajo los nombres Palmibus.